# Phytometra purpurina
Phytometra purpurina är en fjärilsart som beskrevs av Vorbrodt. Phytometra purpurina ingår i släktet Phytometra och familjen nattflyn. Inga underarter finns listade i Catalogue of Life.